# Kurt Claußen-Finks
Kurt Claußen-Finks (* 14. Juni 1913 in Bremen; † 3. April 1985 ebenda) war ein deutscher Maler und Gebrauchsgrafiker.

## Biografie
Claußen-Finks wurde in Bremen als zweiter Sohn des Schiffbauingenieurs Johann Friedrich Claußen-Finks und Franziska Helene, geb. Jost, geboren. Von 1934 bis 1938 studierte er Grafik und Malerei an der Nordischen Kunsthochschule für Malerei in Bremen mit Studienaufenthalten in Weimar, München und Freiburg. Danach begann er als freischaffender Künstler zu arbeiten, musste dies aber für den Kriegsdienst unterbrechen. 1945 kam er in Kriegsgefangenschaft nach Belgrad, wo er durch einen mitgefangenen Künstler in die Bildhauerkunst eingeführt wurde. Von 1949 bis 1985 arbeitete Claußen-Finks als Maler, Bildhauer und Grafiker in Bremen mit Auslandsaufenthalten in den Niederlanden (1959), Norwegen (1975), Frankreich (1976), Schottland und England (1977), Griechenland (1978) und Italien (1979).
Der künstlerische Nachlass wurde 2006 von der Frau des Künstlers, Christa Claußen-Finks, an das Deutsche Sielhafenmuseum in Carolinensiel übergeben, das im gleichen Jahr Künstler und Werk in einer umfassenden Sonderausstellung ehrte.

## Werke
Das Werk umfasst Landschaften, Porträts und Stillleben in vielen Techniken wie Ölbilder, Gouachen, Aquarelle, Pastelle, Zeichnungen. Seine Bilder spiegeln im Wesentlichen die Landschaft zwischen Bremen und der Nordseeküste wider. Häufiges Motiv sind die Fischerboote in Sielhäfen und Siele. Als Grafiker schuf er Illustrationen für Bücher, Werbung, Kirchenblätter, Kalender, Gedenktafeln und andere Bild- und Schriftgrafiken, z. B. in Auftragsarbeiten für Werften und Reedereien. Auch war er mit Glasfenstern, Mosaiken, Stuck- und Schmiedearbeiten an architektonischen Gestaltungen beteiligt.

## Ausstellungen
- 1957: Schloss Schönebeck, Bremen
- 1958: Haus Blomdahl, Bremen-Blumenthal
- 1983: Morgenstern-Museum, Bremerhaven
- 1989: Sparkasse Bremen
- 1990: Deutsches Sielhafenmuseum, Carolinensiel
- 1996: Übersee-Museum, Bremen
- 2006: Deutsches Sielhafenmuseum, Carolinensiel
- 2013: Overbeck-Museum, Bremen-Vegesack[1]